# تطور الرأسمالية في روسيا
تطور الرأسمالية في روسيا هو مؤلف اقتصادي مبكر كتبه لينين بينما كان في المنفى في سيبيريا. نشرت في عام 1899 تحت اسم مستعار من «فلاديمير إيلين» وقد ساعد بإرساء سمعته كمنظر ماركسي رئيسي.

## المحتوى
في الكتاب هاجم لينين الادعاء الشعبوي بأن روسيا يمكن أن تتجنب مرحلة الرأسمالية، وأن الكوميونات الريفية يمكن أن تكون أساسا للشيوعية. وبدلا من ذلك، قال لينين أن الكوميونات الريفية قد محتها الرأسمالية، وأظهرت الإحصاءات أن وضع الإقطاع كان يتضعضع بالفعل في روسيا. وأشار لينين إلى نمو السوق الوطنية للسلع في روسيا لتحل محل الأسواق المحلية، والاتجاه نحو زراعة المحاصيل المدرة بالمدخول بدلا من الاعتماد على زراعة الكفاف ونمو الملكية الفردية وليس الملكية المشتركة. وأشار لينين أيضا إلى نمو الانقسام الطبقي بين الفلاحين مع وجود تقسيم متزايد بين برجوازية ريفية تملك الأراضي والبروليتاريا الريفية التي لا تملك أرضا في الغالب والتي تزداد صفوفها من خلال انضمام أفراد من شريحة الفلاحين المتوسطين الآخذة بالتلاشي. رأى لينين وجود اهتمام مشترك بين البروليتاريا الريفية والحضرية وإمكانية تحالف الفلاحين العاملين ضد ممثلي رأس المال.